# دانی کامدن
دانی کامدن (انگلیسی: Danny Comden؛ زادهٔ ۱۰ آوریل ۱۹۶۹) یک هنرپیشه، تهیه‌کننده، و کارگردان اهل ایالات متحده آمریکا است. وی از سال ۱۹۹۴ میلادی تاکنون مشغول فعالیت بوده‌است.